# 堀奈津佳
堀 奈津佳（ほり なつか、1992年7月6日 - ）は、徳島県徳島市出身の日本の女子プロゴルファー。所属はサニクリーン中国。実妹は女子プロゴルファーの堀琴音。

## 経歴
10歳でゴルフを始める。徳島市立城西中学校時代の2006年に「四国小中学生ゴルフ大会」（中学生女子の部）で優勝を飾っている。14歳で江連忠ゴルフアカデミーに入門する。
2008年に寒川高等学校に入学、同年「四国ジュニアゴルフ選手権」で優勝、第63回国民体育大会（大分県）ゴルフ競技で個人戦3位タイに入る。
2009年にJGAナショナルチーム入り。藤本麻子とのコンビで日本代表のメンバーとして台湾アマチュアゴルフ選手権（ 台湾）に出場し、団体戦で準優勝すると共に個人戦で12位に入った。
2010年は全日本サンスポ女子アマゴルフ選手権で酒井美紀（当時東日本国際大学附属昌平高等学校）とプレーオフで戦い、2位に敗れている。同年は前年に引き続きJGAナショナルチーム入り。個人としてデュークオブヨークヤングチャンピオンズトロフィー（ イギリス）に出場した。また堀と比嘉真美子（当時沖縄県立本部高等学校）、福田真未（当時沖学園高等学校）の3人で代表チームを結成してエスピリトサントトロフィー世界女子アマチュアゴルフチーム選手権（ アルゼンチン）、2010年アジア競技大会（ 中国、広州市）にそれぞれ出場、アジア競技大会では団体戦4位、個人戦10位と健闘した。
高校卒業後の2011年、日本女子プロゴルフ協会（JLPGA）最終プロテストに進出、2位で合格。JLPGA83期生となる。
アマチュア時代から「日本女子オープンゴルフ選手権競技」などのJLPGAツアーに出場していたが、プロとしては2011年8月の「ニトリレディスゴルフトーナメント」がデビュー戦であった（+2, 32位タイ）。2012年はステップアップツアーで2勝（エディオンカップ、ルートインカップ 阿蘇グランヴィリオレディース）したが、JLPGAツアーでは20戦して「リゾートトラストレディス」の15位タイが最高成績となっていた。
2013年はJLPGAツアー第4戦の「アクサレディスゴルフトーナメント」にて同ツアー初優勝（-14）を果たした。しかしながらこの大会の初日に於いて、大雨によるコースコンディション不良によって設けられていた『泥がついたボールをフェアウェイ及びラフで、無罰で拭き取っても良い。ただし拭き取ったボールは当初の位置に戻してプレーをする』とするトーナメントローカルルールを誤解し、プリファードライ（所謂6インチプレースルール）と思い込んでボールを移動させてプレーを続行していた違反行為が発覚。このため堀は大会2日目の競技終了後に競技委員に違反に関する申告を行った。その際にはJLPGAから「ルール説明の通達文に誤解を招く箇所があった」というプレスリリースが行われ、協会側の不手際によるものとして堀の違反行為を咎めず、失格などの措置を執らずに最終日に出場することを認めた一幕があった。
JLPGAツアー初勝利から3か月後の「アース・モンダミンカップ」では初日から4日間を60台のスコアで回り、通算-21（267）をマークして優勝し、プロ2勝目を挙げた。尚、この時のスコアはJLPGAツアーの4日間競技最少スコアを更新するものであった。
2019年シーズンよりサニクリーン中国所属となる。
2021年7月のニッポンハムレディスクラシックで妹・琴音が優勝し、福嶋晃子・浩子に次ぐ史上2組目の姉妹優勝を達成。

## ツアー優勝記録
| 開催時期           | 大会名                           | 優勝スコア | 開催ゴルフ場                                     |
| ------------------ | -------------------------------- | ---------- | ------------------------------------------------ |
| 2013年3月29日-31日 | アクサレディスゴルフトーナメント | -14（202） | UMKカントリークラブ（宮崎県宮崎市）              |
| 2013年6月27日-30日 | アース・モンダミンカップ         | -21（267） | カメリアヒルズカントリークラブ（千葉県袖ケ浦市） |

## 出演
- バーディーラッシュ!!（第3シーズン）（2022年4月5日 - 6月14日、BSフジ）